# Trichorhina bonadonai
Trichorhina bonadonai là một loài chân đều trong họ Platyarthridae. Loài này được Vandel miêu tả khoa học năm 1953.